# Wartołka
Wartołka (Stenanthium (A.Gray) Kunth) – rodzaj wieloletnich, ziemnopączkowych roślin zielnych z rodziny melantkowatych, obejmujący trzy gatunki endemiczne dla środkowo-wschodnich Stanów Zjednoczonych, gdzie zasiedlają lasy iglaste i torfowiska. 
Nazwa naukowa rodzaju pochodzi od greckich słów στενά (stena – wąsko) i ανθινός (anthinos – kwiatowy), odnosząc się do kształtu kwiatostanów tych roślin.

## Morfologia
PokrójRośliny zielne.
ŁodygaPędem podziemnym jest okryta łuskowatymi liśćmi cebulka lub skrócone kłącze. Pęd naziemny wzniesiony, z 2–3 zredukowanymi przysadkami.
LiścieLiście głównie odziomkowe, naprzemianległe, łukowato wygięte, tworzące pochwę liściową. Blaszki liściowe wąsko równowąskie do odwrotnielancetowatych, paskowate, nagie, zaostrzone lub tępe, osiągające długość 20–40 cm.
KwiatyKwiaty obupłciowe (proksymalnie) lub męskie (dystalnie), krótkoszypułkowe lub siedzące, sześciopręcikowe, zebrane w wiechę (Stenanthium gramineum) lub grono (pozostałe gatunki). Okwiat pojedynczy, trwały, sześciolistkowy, talerzykowaty (S. gramineum) lub rurkowato-dzwonkowaty (pozostałe gatunki). Listki okwiatu podługowato-lancetowate lub lancetowate o ostrych lub zaostrzonych wierzchołkach, u niektórych gatunków doosiowo z dwuklapowymi gruczołkami wydalniczymi. Pręciki wolne lub u nasady zrośnięte z okwiatem, o lancetowatych nitkach i jednokomorowych, odwrotniesercowato-nerkowatych główkach. Zalążnia częściowo dolna lub górna, trzykomorowa proksymalnie, jednokomorowa dystalnie, przechodząca w trzy wygięte szyjki słupka zakończone drobnymi znamionami.
OwoceBłoniaste, głęboko trójklapowe torebki. Nasiona, od 3 do 4 w każdej komorze, wąsko podługowate lub elipsoidalne do lancetowatych, spłaszczone, kanciaste do skrzydełkowatych.
GenetykaLiczba chromosomów homologicznych x = 8, 10.

## Systematyka
Pozycja rodzaju według Angiosperm Phylogeny Website (aktualizowany system APG IV z 2016)
Rodzaj zaliczany jest do podrodziny Melanthieae w rodzinie melantkowatych (Melanthiaceae), należącej do rzędu liliowców (Liliales) zaliczanych do jednoliściennych (monocots). Zgodnie z badaniami filogenetycznymi podrodziny Melanthieae rodzaj Stenanthium stanowi klad siostrzany rodzaju Anticlea. 
Gatunki
- Stenanthium densum (Desr.) Zomlefer & Judd
- Stenanthium diffusum Wofford
- Stenanthium gramineum (Ker Gawl.) Morong

## Zagrożenie i ochrona
Stenanthium gramineum podlega w Stanach Zjednoczonych ochronie gatunkowej na podstawie praw stanowych. W trzech stanach (Floryda, Illinois i Indiana) gatunek został uznany zagrożony (E), w kolejnych trzech (Maryland, Ohio i Kentucky) za narażony na wyginięcie (T).